# Abban (Jamchad)

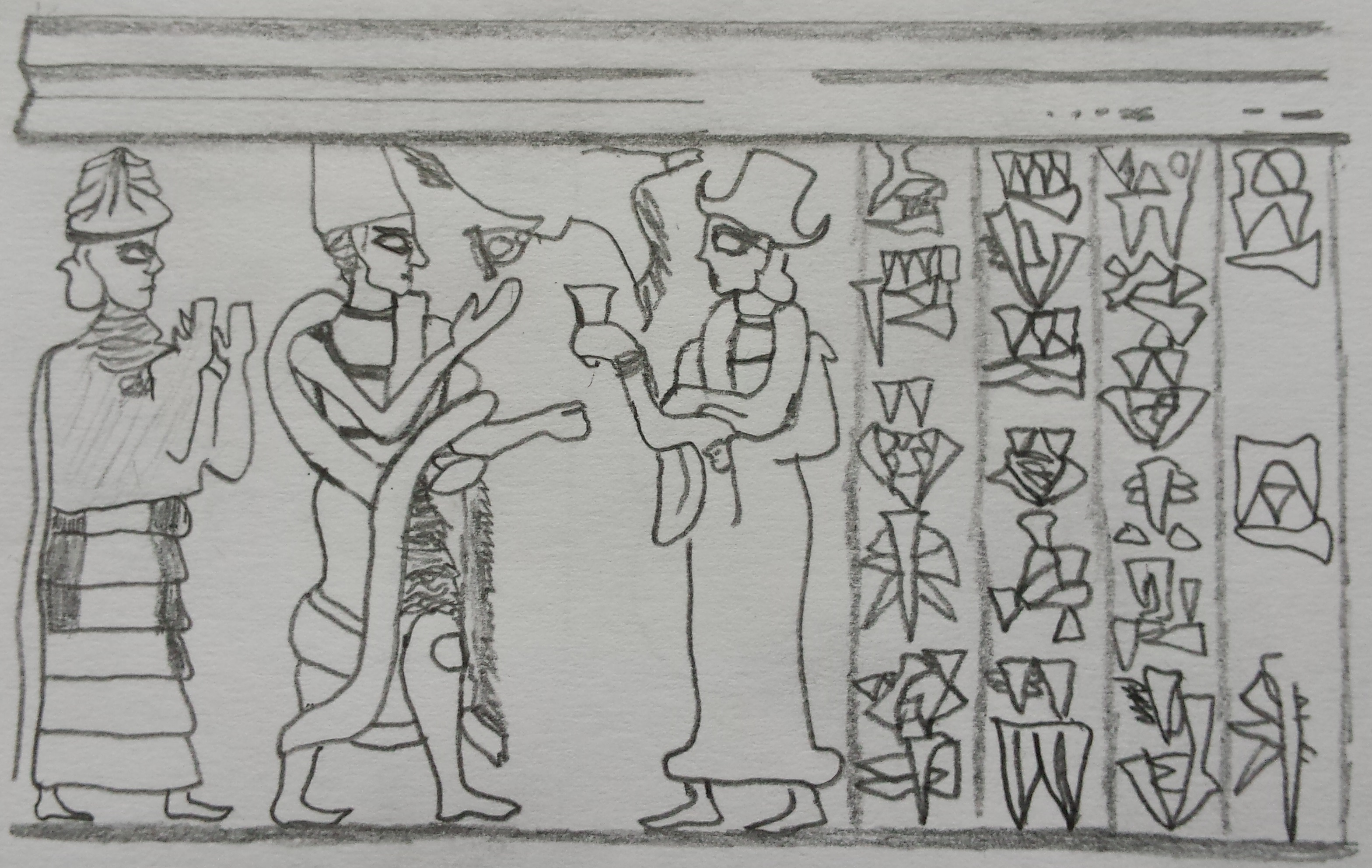
Königliches Siegel von Abban

Abban (geschrieben Abba-AN, möglicherweise auch Abba'il zu lesen) folgte etwa 1751 v. Chr. (mittlere Chronologie) als neuer König von Jamchad auf den Thron. Er war der älteste Sohn und Nachfolger von Hammurapi I., dessen zweiter Sohn Jarim-Lim von ihm die Stadt Alalah zur Herrschaft zugewiesen bekam.
Zu Beginn seiner Regierung musste Abban gegen eine Revolte der benachbarten Stadtstaaten vorgehen. Irride, die Herrscherresidenz seines Bruders Jarim-Lim, wurde dabei völlig zerstört. Jarim-Lim bat deshalb Abban um Zuweisung einer neuen Stadt. Der zwischen den Brüdern beschlossene Vertrag über Gebietsabtretungen des Königreichs Jamchad dokumentiert die Geburtsstunde des eigenständigen Königreichs Mukiš, das jedoch politisch an die Weisungen von Abban und seinen Nachfolgern gebunden war.